# Huntsville, Texas
Huntsville là một thành phố thuộc quận Walker, tiểu bang Texas, Hoa Kỳ. Năm 2010, dân số của xã này là 38548 người.

## Dân số
- Dân số năm 2000: 35078 người.
- Dân số năm 2010: 38548 người.